# Morjana Alaoui
Morjana Alaoui (em árabe : مرجانة العلوي - Casablanca, 30 de novembro de 1982) é uma actriz de cinema e televisão marrocina, famosa por seu trabalho no cinema francês, reconhecida principalmente pelos seus papéis nos filmes Marock (2005) e Mártires de Pascal Laugier (2008). Tem registado também aparecimentos em outros filmes como Forças especiais (2011), Rock the Casbah (2013) e na série de televisão The Rede Tent (2014).

## Biografia
Alaoui passou os seus primeiros anos na comunidade de Arfa em Casablanca, Marrocos, estudando na Secundária Americana de Casablanca. Ao cumprir a sua maioria de idade Alaoui mudou-se para Paris, França, onde ingressou a Universidade Americana de Paris. Enquanto estudava na universidade, conheceu a directora de cinema marroquina Laïla Marrakchi, que ofereceu-lhe um papel na sua controversa longa-metragem Marock (2005), onde interpretou o papel de Rita Belghiti. A longa-metragem foi aclamada e deu a Alaoui reconhecimento público no seu país natal.
Em 2007 começou a filmar Mártires, filme que lhe valeu o reconhecimento a nível internacional. Em 2011 interpretou um papel secundário no filme francês Forças especiais, dirigido por Stéphane Rybojad. Em 2016 Alaoui protagonizou o filme de suspense Broken, dirigido por Shaun Robert Smith.

## Filmografia

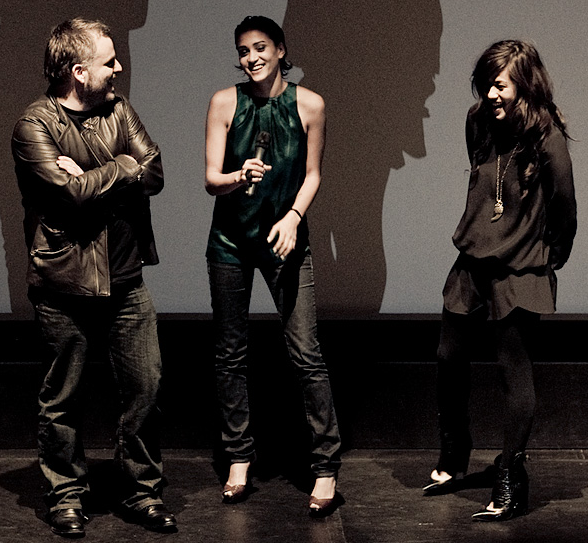
Pascal Laugier, Morjana Alaoui e Mylène Jampanoi.

| Ano  | Título                            | Papel         | Notas              |
| ---- | --------------------------------- | ------------- | ------------------ |
| 2004 | Haters                            | Elise Collier |                    |
| 2005 | Marock                            | Rita          |                    |
| 2008 | Mártires                          | Anna          |                    |
| 2009 | Die zwei Leben dês Daniel Shore   | Imane         |                    |
| 2010 | Le Rodba                          | Nina          | Curta-metragem     |
| 2010 | Golakani Kirkuk                   | Najla         |                    |
| 2011 | Forças especiais                  | Maina         |                    |
| 2013 | Rock the Casbah                   | Sofia         |                    |
| 2013 | Traitors                          | Jad           |                    |
| 2014 | The Hybrid                        | Lyla Healy    |                    |
| 2014 | The Rede Tent                     | Ahouri        | Série de televisão |
| 2016 | Broken (The Myth of Hopelessness) | Evie          |                    |
| 2017 | Burnout                           | Ines          | [ 10 ]             |